# Кульбаба пізня
Кульбаба пізня (Taraxacum serotinum) — вид рослин з родини айстрових (Asteraceae), поширений у Європі, західній і центральній Азії.

## Опис
Багаторічна рослина 5–20 см. Листки майже шкірясті, жорсткі, шорсткі, на краю хрящувато-зубчасті, спочатку густо-повстяні, від цільних до перисто-роздільні. Кошики широкі, 15–25 мм завдовжки. Зовнішні листочки обгортки в 2 рази коротше внутрішніх. Квітки оранжево-жовті.

## Поширення
Поширений у Європі, західній і центральній Азії.
В Україні вид зростає по горбах, схилах і степах, особливо на глині, іноді як бур'ян — у Лісостепу, Степу та Криму.